# Green Springs
Green Springs é uma vila localizada no estado norte-americano de Ohio, no Condado de Sandusky e Condado de Seneca.

## Demografia
Segundo o censo norte-americano de 2000, a sua população era de 1247 habitantes.
Em 2006, foi estimada uma população de 1228, um decréscimo de 19 (-1.5%).

## Geografia
De acordo com o United States Census Bureau tem uma área de
2,8 km², dos quais 2,8 km² cobertos por terra e 0,0 km² cobertos por água.

## Localidades na vizinhança
O diagrama seguinte representa as localidades num raio de 16 km ao redor de Green Springs.